# Кудзя, Луциан
Луциан Яце́нтий Ку́дзя (пол. Lucjan Jacenty Kudzia; 1 января 1942, Завоя) — польский саночник, выступал за сборную Польши в конце 1950-х — начале 1970-х годов. Участник трёх зимних Олимпийских игр, чемпион мира в зачёте двухместных саней, призёр многих международных турниров и национальных первенств.

## Биография
Луциан Кудзя родился 1 января 1942 года в гмине Завоя, Малопольское воеводство. Активно заниматься санным спортом начал с юных лет, проходил подготовку в клубе «Крыница», затем представлял краковскую «Ольшу» и новы-сончский «Дунаец». На международной арене дебютировал в возрасте восемнадцати лет, на юниорском чемпионате Европы в австрийском Виллахе занял восьмое место как в двойках, так и одиночках. В 1962 году впервые выступил на взрослом мировом первенстве, на домашней трассе в Крынице тоже показал восьмой результат. Ещё через год в паре с Ришардом Пендраком-Яновичем завоевал золотую медаль на чемпионате мира в Имсте. Благодаря череде удачных выступлений удостоился права защищать честь страны на зимних Олимпийских играх в Инсбруке, на первых в истории олимпийских соревнованиях по санному спорту. На одноместных санях финишировал одиннадцатым, тогда как на двухместных разделил пятое место с итальянской командой, которую представляли Джованни Грабер и Джампаоло Амбрози.
После значительного перерыва в 1967 году Кудзя вернулся в большой спорт, принял участие в чемпионатах Европы и мира, однако попасть в число призёров не сумел. Позже прошёл квалификацию на Олимпиаду 1968 года в Гренобль, возлагал на этот турнир большие надежды, но выступил ещё хуже предыдущего раза — тринадцатое место в одиночном разряде и девятое в парном (в двойках ему помогал саночник Станислав Пачка).
Несмотря на неудачу, Кудзя сохранил за собой место в основном составе национальной сборной и продолжал ездить на крупнейшие международные соревнования. Так, в 1970 году он был задействован в программе чемпионата мира в немецком Кёнигсзе, хотя финишировал здесь двадцать третьим и тринадцатым в одиночках и двойках соответственно. В следующих двух сезонах вновь представлял Польшу на чемпионатах Европы и мира, при этом наилучшего результата добился на мировом первенстве 1971 года в итальянской Вальдаоре — в состязаниях двухместных саней ему совсем немного не хватило до призовой позиции, он приехал к финишу пятым. Последним крупным турниром в его продолжительной карьере стали Олимпийские игры 1972 года в Саппоро. На этих Играх он в точности повторил результат предыдущего раза, показал тринадцатое время в мужском одиночном разряде и девятое в парном (его партнёром на парный разряд был Рышард Гавёр).